# 스타니슬라프 블체크
스타니슬라프 블체크(체코어: Stanislav Vlček, 1976년 2월 26일, 중앙보헤미아 주 블라심 ~)는 체코의 전직 축구 선수로, 현역 시절 스트라이커로 활약했다. 그는 슬라비아 프라하, 안데를레흐트, 그리고 디나모 모스크바에서 활약한 것으로 잘 알려져 있다.

## 경력
블체크는 보헤미안스 1905에서 17세의 나이로 신고식을 치렀다.
블체크는 2007년 12월 21일에 안데를레흐트와 2년 반 계약을 맺고 입단했다. 그는 앞서 슬라비아 프라하에서 활동했는데, 2009년 4월 16일에 복귀했다. 2012년, 그는 현역에서 은퇴하여 슬라비아 프라하의 스카우트가 되었다.

## 경기 방식
그는 노련하며 원정에 익숙한 선수였다. 스트라이커 외에도 블체크는 측면을 맡을 수도 있었다.

## 국가대표팀 경력
블체크는 체코 국가대표팀 경기에 14번 출전했다.